# عريف أول (رتبة عسكرية)

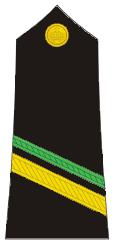

عريف أول هي رتبة عسكرية أعلى من رتبة عريف وأقل من رتبة رقيب. وهي موازية لرتبة وكيل رقيب في السعودية.